# Belvès
Belvès (okcitansko Belvés) je naselje in občina v francoskem departmaju Dordogne regije Akvitanije. Leta 2008 je naselje imelo 1.457 prebivalcev.

## Geografija
Kraj leži v pokrajini Périgord Noir ob reki Nauze, 63 km jugovzhodno od Périgueuxa.

## Uprava
Belvès je sedež istoimenskega kantona, v katerega so poleg njegove, vključene še občine Carves, Cladech, Doissat, Grives, Larzac, Monplaisant, Sagelat, Saint-Amand-de-Belvès, Sainte-Foy-de-Belvès, Saint-Germain-de-Belvès, Saint-Pardoux-et-Vielvic, Salles-de-Belvès in Siorac-en-Périgord s 4.292 prebivalci.
Kanton Belvès je sestavni del okrožja Sarlat-la-Canéda.

## Zanimivosti
- Château de Belvès iz 16. stoletja, francoski zgodovinski spomenik,
- gotska cerkev Marijinega Vnebovzetja, Notre-Dame de Montcuq, zgrajena na mestu nekdanjega benediktinskega samostana iz 9. stoletja, zgodovinski spomenik,
- neogotska romarska kapela Notre-Dame de Capelou iz druge polovice 19. stoletja,
- stolpi - beffroi, la tour de l'Archevêque, la tour de l'Auditeur (donjon), la tour du Guet.

- Cerkev Marijinega Vnebovzetja
- Kapela Notre-Dame de Capelou
- Tour de l'Auditeur